# 成思危
成思危（1935年6月11日—2015年7月12日），湖南湘乡人，中华人民共和国经济学家及政治人物，原副国级领导人。民国著名报人、教育家成舍我之子。中国民主建国会中央委员会前主席，第七届、八届全国政协委员，第九、十届全国人民代表大会常务委员会副委员长。中国科学院大学管理学院院长。北京航空航天大学经济管理学院名誉院长。华东理工大学名誉校长，博士生导师。1951年参加工作，先后就读于华南工学院、华东化工学院，美国加州大学洛杉矶分校，研究生学历，硕士学位，教授级高级工程师。
在其著作《中国经济改革与发展研究》第二集的自序中叙述人生有三个转折点：“一是1951年由香港回内地参加工作，奠定了报国的方向；二是1981年到美国学习工商管理，开阔了治学的领域；三是1995年参加中国民主建国会，踏上了从政的道路。”。

## 生平
成思危早年在北京成長，於該處完成小學階段，並於1946年至1948年間在北京師範大學附屬中學就讀初中。他13歲時隨父母移居香港生活，1948年至1951年在香岛中学学习。當16歲中五畢業後，他便回到中國內地發展。
1951年至1952年广州南方大学工人学院学习政治理论，后任广东省总工会组织部科员，广州珠江区“五反”指挥部民船业分队长。
1952年至1956年华南工学院无机专业、华东化工学院无机物专业学习。
1956年至1958年化工部沈阳化工研究院技术员。1958年至1973年化工部华北设计研究分院、天津化工研究院技术员、专题组组长、研究室副主任。1973年至1981年石化部石油化工科研院技术员、化工部科研总院（科技局）化工一处、无机化工处工程师。
1981年至1984年美国加州大学洛杉矶分校学习，并获得工商管理硕士(MBA)学位。
1984年至1988年化工部科技局工程师、总工程师。1988年至1993年化工部科研总院副院长兼总工程师。1993年至1994年化工部副总工程师兼科研总院总工程师。1994年至1997年化学工业部副部长、民建中央主席（1996年12月）。
1996年至2004年曾兼任国家自然科学基金委员会管理科学部主任。
1997年至1998年民建中央主席。1998年3月，第九届全国人大第一次会议上，他当选全国人民代表大会常务委员会副委员长，同时继任民建中央主席，中华职业教育社理事长。
2000年获香港理工大学颁授荣誉工商管理博士学位及荣誉教授。2002年12月，中国民主建国会第八次全国代表大会在北京召开，他出任主席。
2003年3月在十届全国人大一次会议上当选第十届全国人大常委会副委员长。2004年12月再次当选中华职业教育社理事长。
2015年7月12日0时34分因病在北京逝世，享年80岁。新华社称成思危是“著名的经济学家和社会活动家，中国民主建国会和中华职业教育社的杰出领导人，中国共产党的亲密朋友”。

## 家族
成思危其父為世界新聞職業學校（今 世新大學）創辦人、中華民國第一屆立法委員成舍我。成舍我育有一男四女，成思危排行老三，為唯一的兒子。
其大姊成之凡獲法國國籍，曾競選法國總统。二姊成幼殊曾任中華人民共和國駐丹麥、聯合國、印度等的外交官。胞妹成嘉玲曾為世新大學董事長、成露茜為世新大學講座教授及《台灣立報》發行人。